# All the Sinners
Albums de Forgotten Tales
The Promise
(2001)
All The Sinners est le second album de Forgotten Tales.
Comme leur premier opus, cet album est divisé en deux parties: la première s'intitule Pagan Chronicles et raconte l'histoire d'une femme druide pourchassée et emprisonnée par la reine. Les autres pièces sont indépendantes.

## Liste des pièces
The Pagan Chronicles
| No  | Titre                              | Durée |
| --- | ---------------------------------- | ----- |
| 1.  | Part I: The Hideaway               | 1:53  |
| 2.  | Part II: Lady of the Forest        | 5:00  |
| 3.  | Part III: All the Sinners          | 4:02  |
| 4.  | Part IV: Wind Oh Wind              | 6:09  |
| 5.  | Part V: The Message                | 4:44  |
| 6.  | Part VI: March for Freedom         | 4:25  |
| 7.  | Three Wishes                       | 8:47  |
| 8.  | Fairytales                         | 5:11  |
| 9.  | My Soul                            | 6:42  |
| 10. | Magic Fountain                     | 4:28  |
| 11. | Jeux d'enfants (Bonus Track Japon) | 4:32  |